# Guillaume Bette
Guillaume de Bette, 1er marquis de Lede (18 août 1610 - 23 juin 1658), baron de Péronne, seigneur d'Impe, chevalier de Saint-Jacques, est un général et diplomate des Pays-Bas espagnols.

## Biographie
Guillaume Bette, fils de Jean de Bette, seigneur de Lede, et de Jeanne, dame de Bergues, est né à Lede en 1610. Il a épousé Anne-Marie de Hornes-Bassignies, fille de Gerald de Hornes, 1er Comte de Bassignies (1560-1612), grand chambellan et gouverneur de Malines. Ils eurent cinq enfants dont l'aîné, Ambroise, reprit le titre de marquis de Lede. Sa cousine Françoise de Bette fut la 26e abbesse de Forest.
Il fut d'abord colonel d'un régiment d'infanterie de l'Armée des Flandres, et fit fonction de gouverneur militaire de Maëstricht au cours du siège de 1632,. Le 3 août 1633, sa baronnie, Lede, fut élevée en marquisat en reconnaissance des services rendus à la Couronne d'Espagne. De 1635 à 1640, il fut gouverneur du duché de Limbourg et de Haute-Meuse. En 1636, il sempara du comté de Valkenburg. De 1640 à 1646, il exerça les fonctions de stadhouder de Haute-Gueldre.
En 1655 il parcourut le Commonwealth d'Angleterre à la demande de Philippe IV d'Espagne pour tenter de mettre un terme à la guerre anglo-espagnole d'Oliver Cromwell : ce fut en vain. Il mourut le 23 juin 1658 des suites des blessures reçues au siège de Dunkerque.

## Commémoration
Il fit donation du maître-autel de l'église de Lede, toujours intact. Le village continue de commémorer ce général lors du défilé annuel des géants de 4 mètres, Markies de Bette et Markiezin Anne-Marie de Hornes, créés en 1950. Les deux géants furent symboliquement remariés en 1952 et en 2013, le village de Lede a baptisé une rue « Willem de Bettelaan » en son honneur.

## Descendants
Guillaume de Bette est le grand-père de Jean-François de Bette (3e marquis de Lede) et de Philippe-Emmanuel de Bette.